# 克拉斯嫩凱 (文尼察州)
49°1′26″N 29°8′5″E / 49.02389°N 29.13472°E
克拉斯嫩凱（羅馬化：Krasnenke）是烏克蘭西南部的村莊，隸屬文尼察州的文尼察區。該村始建於1629年，面積3.93平方公里，海拔高度280米，2001年人口676，人口密度每平方公里172人。